# Іоселіані Ярослав Костянтинович
Ярослав Костянтинович Іоселіані (29 лютого 1912, село Лахірі, тепер Местійський муніципалітет, Грузія — 23 березня 1978, місто Тбілісі, тепер Грузія) — грузинський радянський військовий діяч, командир підводного човна С-17, капітан 1-го рангу. Депутат Верховної ради СРСР 2-го скликання. Герой Радянського Союзу (16.05.1944).

## Життєпис
Народився в селянській родині в горах Верхньої Сванетії. Виховувався в інтернаті в Гаграх, де закінчив школу, потім — два курси Сухумського педагогічного технікуму. У 1933 році закінчив економічний факультет Московського фінансового інституту.
З квітня 1934 року перебував на службі у Робітничо-селянському Червоному флоті (ВМФ СРСР). У 1938 році закінчив Військово-морське училище імені Фрунзе в Ленінграді.
З червня 1938 по листопад 1939 року командував штурманською бойовою частиною підводного човна Щ-207 «Касатка» Чорноморського флоту. Потім відряджений на навчання, у 1940 році закінчив вищі спеціальні курси командного складу Навчального загону підводного плавання імені Кірова.
У листопаді 1940 року призначений помічником командира підводного човна Щ-216. Корабель ще добудовувався і вступив у дію лише в серпні 1941 року. На ньому Іоселіані виконав 6 бойових походів (включаючи транспортні походи в оточений Севастополь). Член ВКП(б) з липня 1941 року.
У червні 1942 року призначений командиром підводного човна «М-111» типу «Малютка» 3-ї дивізії підводних човнів бригади підводних човнів Чорноморського флоту. Під його командуванням з листопада 1942 по грудень 1943 року «М-111» здійснив 11 бойових походів, виконав торпедні атаки на 12 суден, з яких потопив 2 транспорти та ліхтер, а також пошкодив 1 транспорт.
Указом Президії Верховної Ради СРСР від 16 травня 1944 року «за зразкове виконання бойових завдань командування на фронті боротьби з фашистськими загарбниками зі звільнення Криму та виявлене при цьому геройство» Іоселіані Ярославу Костянтиновичу присвоєно звання Героя Радянського Союзу з врученням ордена Леніна і медалі «Золота Зірка».
У квітні 1944 року разом із екіпажем через Мурманськ переїхав до Великобританії, де прийняв у союзників підводний човен В-4 (колишній «Урсула») випуску 1937—1938 рр. У серпні 1944 року перевів підводний човен із Шотландії на базу в Полярний, де його включили до складу Північного флоту СРСР.
З січня 1945 по травень 1947 року командував підводним човном С-17 «Радянська Сванетія» Північного флоту, який вступив у бойовий склад флоту в травні 1945 року. З травня 1947 по квітень 1950 року служив інспектором групи інспекторів з підводних сил Головної інспекції ВМС.
У 1952 році закінчив військово-морський факультет Вищої військової академії імені Ворошилова.
З грудня 1952 року — командир бригади підводних човнів 4-го ВМФ на Балтійському морі. Після перебування в розпорядженні командувача флотом (з червня 1954 року) був у листопаді 1954 року призначений командиром бригади підводних човнів, що будуються. З листопада 1958 року перебував у науково-дослідній групі Генерального штабу. З жовтня 1959 року — начальник 1-го відділу управління начальника військово-морських навчальних закладів, з січня 1961 року — заступник начальника Вищого військово-морського училища підводного плавання імені Ленінського комсомолу.
У жовтні 1966 року звільнений у запас, проживав у Тбілісі.
Помер 23 березня 1978 року в Тбілісі. Похований на Сабурталінському цвинтарі Тбілісі.

## Звання
- капітан 3-го рангу
- капітан 2-го рангу
- капітан 1-го рангу (27.04.1950)

## Нагороди
- Герой Радянського Союзу (16.05.1944)
- орден Леніна (16.05.1944)
- чотири ордени Червоного Прапора (7.04.1943, 19.05.1943, 7.11.1944, 1954)
- орден Нахімова ІІ ст. (2.09.1944)
- орден Вітчизняної війни І ст. (7.12.1943)
- орден Червоної Зірки (20.06.1949)
- медаль «За бойові заслуги» (3.11.1944)
- медаль «За оборону Севастополя»
- медаль «За оборону Кавказу»
- медаль «За перемогу над Німеччиною у Великій Вітчизняній війні 1941—1945 рр.»
- медалі